# Tretochone duplicata
Tretochone duplicata är en svampdjursart som först beskrevs av Topsent 1928.  Tretochone duplicata ingår i släktet Tretochone och familjen Euretidae. Inga underarter finns listade i Catalogue of Life.